# 化石燃料

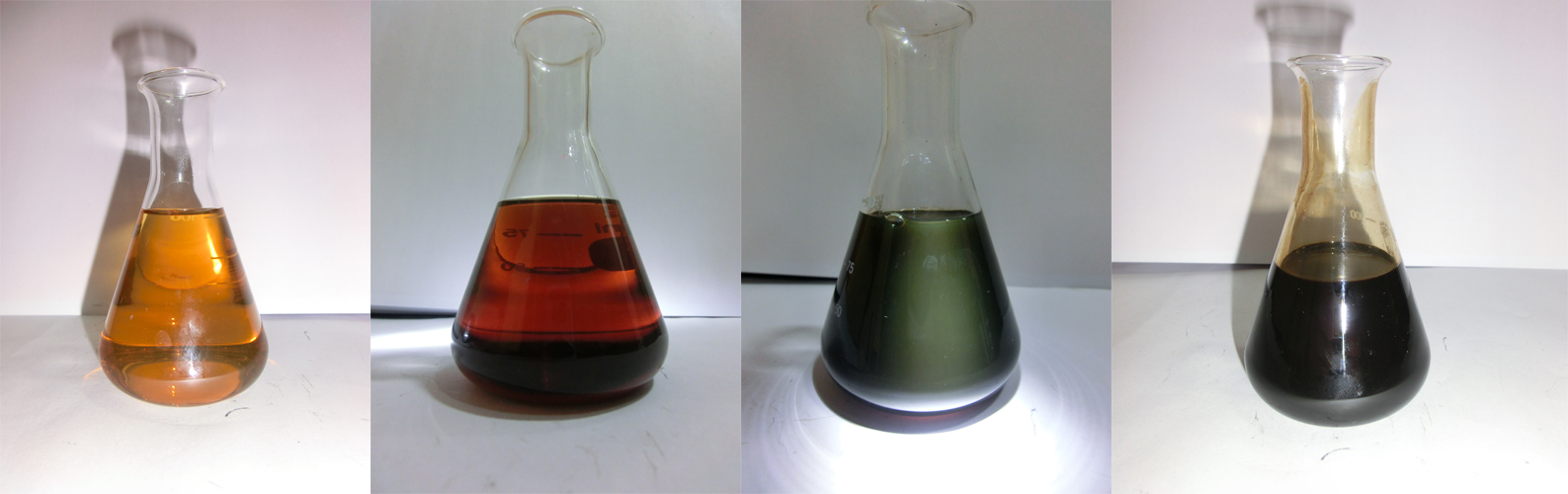
世界各地で産出された原油のサンプル

化石燃料（かせきねんりょう、英: fossil fuel）は、地質時代にかけて堆積した動植物などの死骸が地中に堆積し、長い年月をかけて地圧・地熱などにより変成されてできた、化石となった有機物のうち、人間の経済活動で燃料として用いられる（または今後用いられることが検討されている）ものの総称である。

## 概要
現在使われている主なものに、石炭、石油、天然ガスなどがある。また近年はメタンハイドレートやシェールガスなどの利用も検討され始めている。
上記はいずれも、かつて生物が自らの体内に蓄えた大古の炭素化合物・窒素酸化物・硫黄酸化物・太陽エネルギーなどを現代人が取り出して使っていると考えることができる。
これらの燃料は燃やすと二酸化炭素 (CO2) 、窒素酸化物 (NOx) 、硫黄酸化物 (SO2) などを発生するが、これらが大気中に排出されることにより、地球温暖化や、大気汚染による酸性雨や呼吸器疾患など深刻な環境問題を引き起こす要因になっている。また、資源埋蔵量にも限りがあるため持続可能性からも問題視されている。
これらの環境問題が発生しにくい太陽光発電、風力発電、地熱発電 、バイオ燃料（バイオマス）などの再生可能エネルギーや新エネルギーの研究が進められて、主に西欧諸国やブラジルなどで使われはじめている。

## 経緯

### 「化石燃料」の形成
40億年強前の大気は主に窒素・水蒸気・二酸化炭素・硫黄酸化物（火山ガス）などで形成されていたと考えられている。その中でも二酸化炭素については、当時は今より遙かに高濃度であったと推定されている（後に大気中の概ね 0.03% 程度まで低下、現在は概ね 0.04% になっている）。

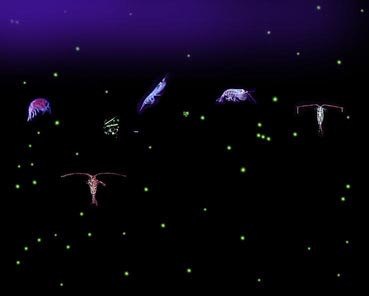
プランクトン
（写真は現代のもの）

生命の起源は少なくとも35億年前以前にさかのぼると考えられている。当初の生命は嫌気性生物が中心であったが、遅くとも24億年前までに光合成能力を持つシアノバクテリアが誕生し、地球環境が大きく変化した。シアノバクテリアは光合成によって太陽エネルギーを利用して大気中の二酸化炭素を同化（炭素固定）し、その副産物として酸素を排出する。大気中の酸素濃度の増加は大酸化イベント（Great Oxidation Event）として地層中に記録されている。シアノバクテリアが放出する酸素の増大に従い、まず大気圏内の二酸化炭素やメタンが消費され、温室効果が消失して24億年前にはヒューロニアン氷期とよばれる最初の全球凍結期に突入したと推測されている。22億年前にこの氷期は終結するが、この時期には海中でも鉄の酸化が活発となり、縞状鉄鉱床がさかんに生成された。この時期の酸素濃度はまだ現代と比べると低く（~1%）、新原生代（10-5億年前）になるまでこの傾向は続いた。19億年前までには真核生物が誕生した可能性があるが、真核生物が基礎生産の担い手として台頭するのは酸素濃度が現代とほぼ同程度になるエディアカラ紀以降のことであると考えられている。大気中の酸素の増加により嫌気性生物は海中深くなど特殊な環境を除いて大量に絶滅し、かわって酸素を利用する生物（好気性生物）が主流となった。また大気中の酸素は紫外線を遮断するオゾン層の出現をもたらし、生物の陸上への進出と発展をもたらした。
陸上に進出した樹木などの生物の死骸は堆積・加圧等され、石炭が形成された。特に古生代後半の石炭紀には陸上に大量の大型シダ植物が生い茂り、それが化石化することで大量の石炭が形成され、時代区分の名にまでなった。次いで、中生代末期の白亜紀には温暖な気候により海洋の生物量が増大し、同様の経過をたどって石油が形成された。ただしその後も石炭や石油の形成は続いており、石炭は第三紀までは盛んに生成された。日本に埋蔵されている石油も古第三紀に生み出されたものが主であり、石油はさらに新しく新第三紀の生成が主である。言い換えれば、かつて大気中に存在していた炭酸ガスと太陽エネルギーが、生物の働きによって長大な時間をかけて固定され、地中深くに封じ込められたものであると言える。現在でも大気中の二酸化炭素を有機化合物へと人工的に、かつ効率的に固定する方法は開発されておらず、人間、動物を含めた全ての従属栄養生物は、植物や藻類、シアノバクテリア（独立栄養生物）による光合成なくしては生命をつなぐことができないが、それは食糧ばかりでなくエネルギーでも、また地球上の様々な循環の仕組みを維持する上でも同様である。

### 産業革命

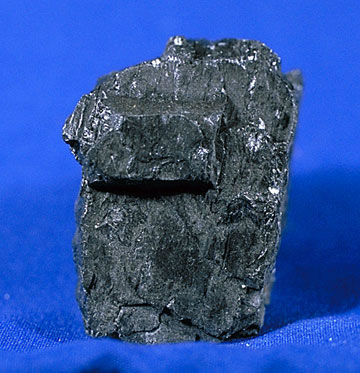
石炭

化石燃料は世界各地で古くから知られており、一部では使用もされていたが、一般的な燃料としては木やそれから作られる炭などが主であった。しかし、イギリスにおいては16世紀後半ごろから、森林破壊によって燃料となる木材が不足し、その代替として比較的浅い場所に豊富に埋蔵されていた石炭が使用され始めた。当時は一般家庭の燃料のほかガラス製造などにも使用されたが、製鉄への使用は1709年のコークス使用による製鉄の成功を待たねばならなかった。イギリス国内における石炭の産出は18世紀を通じて激増していき、18世紀後半にジェームズ・ワットが蒸気機関の改良を行うと、さらに拍車がかかるようになった。
ワットの蒸気機関は従来の動力源にくらべ非常に強力なものであり、さらに小型化が可能で比較的可搬性が高かったことから、それ以前の動力の基本であった牛馬や人力、水車・風車などにかわって主な動力源となっていった。蒸気機関が稼働するためには大量の燃料を燃やして蒸気を絶えず供給する必要があり、そのため石炭の需要は大きく増大した。さらに蒸気機関の普及は世界各国における産業革命をもたらし、世界中でエネルギー使用料の激増とともに石炭が大量に使用される時代が幕を開けた。
しかし、石炭は安かったものの燃焼効率に優れず、常温で固体であるため輸送機器用の燃料としては使いにくく、また目に見えて黒い煤煙を吐くことも問題視され、先進国を中心に次第に需要が薄れてゆくこととなった。しかしながら単価の安さや各地に埋蔵されていることなどもあり、今なおアメリカ合衆国、中国、日本や途上国を中心に、発電所や高炉などで使われている。
19世紀後半に入ると、石油の使用が増大し始める。石油利用の歴史自体は古く、それまでも東欧などで比較的浅く埋蔵されていた石油が地域住民により灯油として使われていたが、それまでの主要な照明用油だった鯨油生産が1840年代以降頭打ちとなると、その代替として石油が注目されることとなった。1846年にはロシア帝国領だったバクーにおいて地中深くから石油を掘り出す油井が造られ、これに続いて世界各地で油田が開発された。掘削やボーリングの技術革新によって生産量は増大し、さらに石油精製技術の発達によって用途が多様化すると各地で原油が大量生産されるようになり、価格も下がって、まもなく石油は鯨油に替わる照明用油の主力となった。いったん燃料として使用されるようになると、使われる成分は常温で液体のため（気化しやすい成分については圧縮すると液化し LPG として使われる）使い勝手が良く、特に1870年代に内燃機関が開発され普及し始めると、その燃料として利用が急速に増大し、外燃機関でしか使用できない石炭に代わり世界のエネルギー供給の最も重要な部分を占めるようになった。この特性から石油は自動車や飛行機といった内燃機関を使用する輸送機器において特に重要なものとなっているが、このほかにも発電や、従来は薪や木炭などが主に使われていた暖房・給湯など、様々な用途の燃料として大量消費されるようになった。こうして1950年代以降世界のエネルギー供給の主流は急速に石炭から石油へと移行し、この変化はエネルギー革命と呼ばれるようになった。石油は世界を動かすまさしく根幹となり、石油を産出する産油国は経済的に大きな力を持つようになった。1973年には第四次中東戦争が勃発するが、このときアラブ石油輸出国機構が石油戦略を行い原油価格を大きく引き上げたことで世界経済が大混乱に陥ったいわゆるオイルショックは、このことを端的に示している。
しかし、石油資源は中東地域への偏在が大きいため、オイルショック以降は世界各地に存在する天然ガスも燃料として盛んに使用されるようになった。その後いったん原油価格は低迷したものの、21世紀に入り原油価格が急騰すると、シェールガスやシェールオイルといった、従来コスト高のため放置されていた化石燃料、いわゆる非在来型化石燃料の開発が始まった。さらに同時期、新たな燃料として海底に存在するメタンハイドレートの研究が盛んとなったが、採取の難しさや温室効果が高いことなどから実用化はなされていない。
化石燃料はいずれも燃焼時に大量の温室効果ガスを排出するが、種類別にみると褐炭の単位当たり排出量が極めて大きく、石炭や石油も多い一方で、天然ガスの排出量はやや少なくなっている。このため液化天然ガスの利用が21世紀に入り推進されている。

## 生産と消費
石油生産量は需要増に伴って増加傾向にあり、2016年には日量9215万バレルとなっている。2018年時点で石油生産が最も多い国家はアメリカ合衆国であり、次いでサウジアラビア、ロシアの順となり、この3ヶ国が日量1000万バレルを超えている。4位のカナダが520万バレルで、5位以下は500万バレルを下回っており、上位3ヶ国の生産がやや突出している。なお5位以下は、イラン、イラク、アラブ首長国連邦、中華人民共和国、クウェート、ブラジルの順となっている。かつては長らくロシアとサウジアラビアが石油生産量トップの座を争っていたが、シェールオイル開発の発展に伴い2010年代に入るとアメリカの生産量が急伸し、2018年に世界最大の産油国となった。天然ガス生産は2016年に約3.6兆m3となっている。石炭生産量は2016年度には約73億トンであり、そのうち中華人民共和国が32億トンと40％以上を占めており、2位のアメリカの約7億トンの4倍以上となっている。なお、3位以下はインド、オーストラリア、インドネシア、ロシア、南アフリカ、ポーランド、カザフスタン、コロンビアの順となっている。
部門別に見ると、石油消費は運輸部門で圧倒的に大きく、同部門の総エネルギー消費の90％以上は石油によってまかなわれている。これは、自動車や飛行機、船舶などの燃料が石油によってほぼ占められていることによる。電気やエタノールなどによる代替燃料開発も進められているものの石油に取って代わることは困難であり、2040年度予測でもこの状況にそれほどの変化はないと考えられている。同じく石油が代替困難なもう一つの分野は石油化学工業部門であり、やはり同様に2040年度においても大半は石油を使用したままだと考えられている。天然ガスは産業部門と発電部門で主に用いられるが、需要の伸びは2010年代に入り減速している。石炭使用は2000年代に入り急伸したが、二酸化炭素排出が大きく環境への負荷が大きいことから先進国を中心に代替が進み、発展途上国での使用が中心になるとみられている。石炭は発電部門のほぼ50％を占めているほか、産業部門でも熱の供給や鉄鋼製造などにおいて広く使用されている。
化石燃料は有限であり、さらに世界経済の成長に伴って消費量が急増を続けていることから、1970年代より化石燃料の枯渇は問題として長く叫ばれ続けている。一方、探査の進展や採掘技術の進歩などによって可採埋蔵量は増加し続けており、そのため可採年数はほぼ変化していない。2016年時点で、石油の可採年数は50.6年、天然ガスの可採年数は52.5年、石炭は153年となっている。

## 化石燃料の使用が引き起こす公害・環境問題
化石燃料を使用する際、エネルギーを取り出した後に残る二酸化炭素 (CO2)や、不純物として含まれる窒素酸化物 (NOx)・硫黄酸化物 (SOx) などが、いずれも気体や粒子状物質として排出されるが、それらが大気中に放出されることにより、様々な環境問題を引き起こす要因となっている。

### 酸性雨

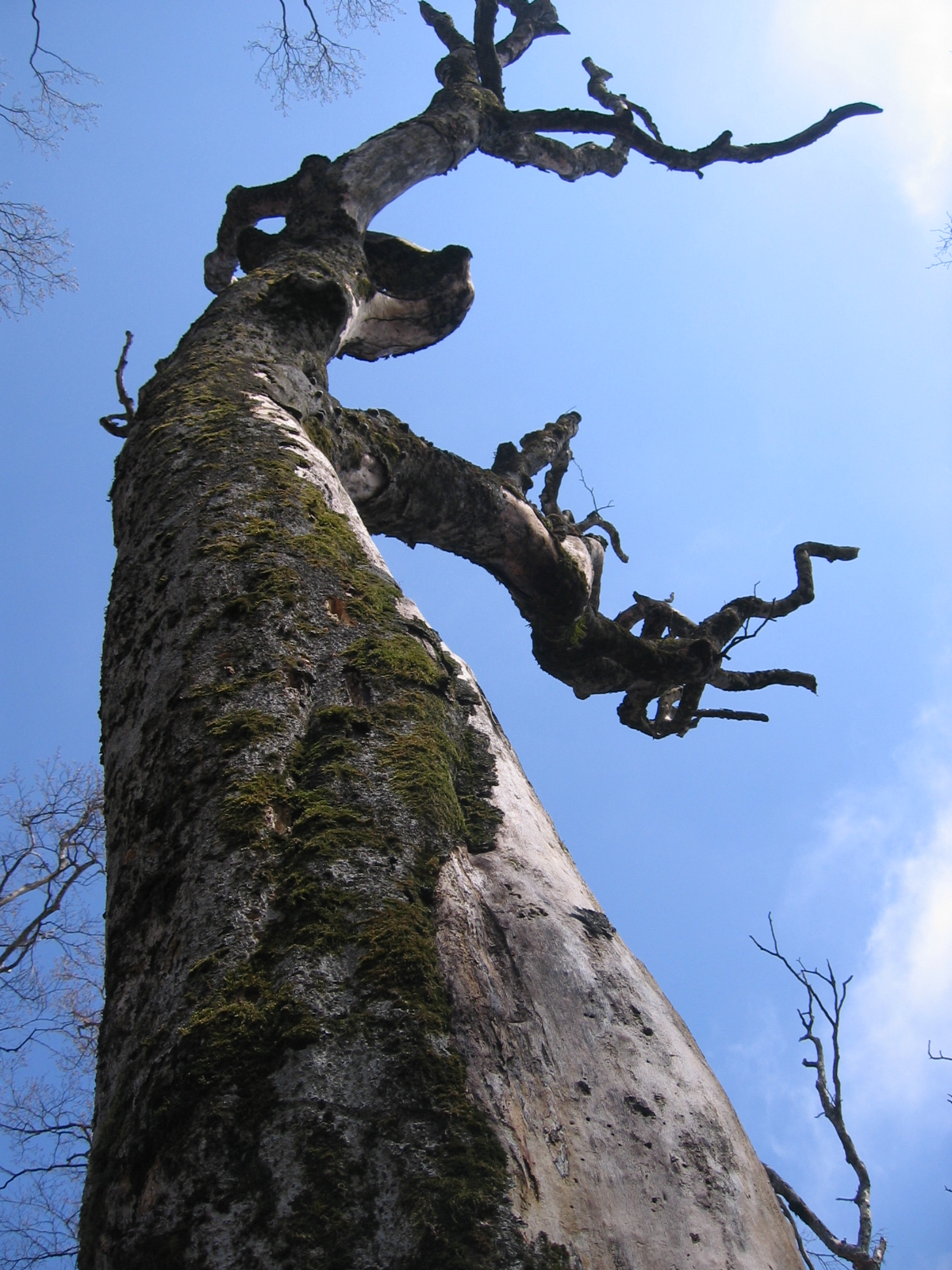
酸性雨の影響で枯れた丹沢山地のブナ

1940年代の北欧では、窒素肥料を施さずとも作物の育ちがよくなる現象が見られるようになった。当初は農家も「天の恵み」だと喜んでいたようだが、じきに湖や川から魚が姿を消し、千年雨に打たれても平気であった遺跡の石塀や、教会のブロンズ像などがボロボロになっていったという。
これらの現象が調査されるうち、雨水の変質に原因を見ることとなった。当地域では、通常よりも遙かに酸性度の高い、pH 4～5 もの酸性雨が降っていたことが明らかになったのである。スウェーデンの土壌科学者 S・オーデン (Svante Odén) 博士がその影響を広範囲に調べたところ、車や工場から排出された亜硫酸ガスや窒素酸化物が硫酸や硝酸に変化し、それが溶け込んで強酸性の雨や雪が降ったことを突きとめ、1967年に発表した。こうした酸性雨の生成過程としては、二酸化硫黄の場合、化石燃料に含まれる硫黄が酸素と反応して二酸化硫黄となったのち、大気中の水滴内において亜硫酸となり、さらに硫酸となる場合と、大気中において亜硫酸化し、さらに硫酸の微粒子となる場合がある。また窒素酸化物は空気を高温に加熱することによって一酸化窒素が生成され、これが硝酸に変化する。
現在では、一般に pH 5.6 以下で酸性雨と定義されている。酸性雨や酸性霧などによる酸性物質の降下は、森林破壊や土壌汚染の一因になっている。

### 大気汚染
化石燃料に含まれる硫黄酸化物は、気管支喘息の原因物質と考えられており、古くから燃料として石炭を消費していたイギリスでは特に18世紀以降、スモッグの発生が深刻化し、特に1952年の「ロンドンスモッグ」では4000人を超える死者を出した。日本でも、1950年代から1970年代にかけては工業地帯からの排煙が四日市ぜんそくをはじめ各地で深刻な公害を引き起こすこととなった。その1968年に大気汚染防止法が施行され、工場排煙については脱硫装置の設置が義務づけられるなどの対策が進んだことにより、日本国内の工場排煙に限っては新たな被害が発生しなくなっているが、開発途上国などではそのような規制が整備されていない地域も多くあり、同じ問題が各地で繰り返されている。化石燃料による大気汚染は全世界で年間500万人の超過死亡の原因となっており、それを利用する火力発電は1TWhあたりの発電に最も多くの死者を出している電源である。
一方、1940年代以降、アメリカのロサンゼルスでは排気ガス中の窒素酸化物と太陽光が反応した光化学オキシダントによって光化学スモッグが発生するようになり、1960年代末からは日本においても発生が見られるようになった。かつて京浜工業地帯からの排煙により深刻な喘息公害に見舞われた川崎市では、以前は臨海部（公害病第一種指定地域、昭和63年度に解除）で喘息被害者が多かったものの、近頃では北部地域で「小児ぜん息医療費支給制度」適用者が急増するという現象が見られるようになった。

### 地球温暖化
化石燃料を使う工場や火力発電所などからの排煙、内燃機関自動車や航空機など輸送用機器の排気中には必ず二酸化炭素が含まれるが、硫黄酸化物などより取り除くことが難しく、工場などにも除去義務は課されておらず、ほとんどが除去されずに大気中に放出されている。
二酸化炭素は現在の濃度であれば人体に直接害をなすものではないが（二酸化炭素#毒性を参照）、大気中に留まると温室効果ガスとして働き、太陽からもたらされるエネルギーを宇宙へ放出する循環経路に支障を来たす。1800年頃までは大気中の二酸化炭素濃度にほとんど変化がなかったものの、その後は増加傾向にあり、しかも加速度的に増加の度を深めている。これは経済成長や産業の発展による化石燃料の増加と軌を一にしている。この結果、20世紀中に気温を 1.7℃上昇させ地球温暖化問題の一因となっている。
太古の昔に原始生物が長時間かけて固定し地中深くへ閉じ込められた二酸化炭素を、現代人が100年あまりのうちに大気中に戻してしまったため、気温上昇幅もさることながら、急激すぎる変化の影響は想定することすら出来ていない。
二酸化炭素の回収・固定は技術的に困難なため、設備や運用方法の改善や効率化、エネルギー消費量の抑制などで対策が迫られている。パリ協定の2℃目標を達成するためには、化石燃料の可採埋蔵量の多くを地中に残さなければならないことが示されている。

### 拡散性・非帰属性
化石燃料の消費によって起こる大気汚染には、発生者・地域と被害者・地域が一致しないという問題もある。大気は地球全体でつながっているため汚染は広範に拡がり、しかも地形や気流などにより特定の地域に被害が集中しやすい。
たとえば前述の北欧での酸性雨も、工業地帯から遠く離れた農村部でまず被害が起こった。また国境を越えた酸性雨の被害も世界中で広く報告されている。
地球温暖化については、二酸化炭素の排出量は中緯度地域に偏重しているが（右グラフを参照）、真っ先に影響を受け深刻な事態が起こるのは、北極・南極などの極地や太平洋諸島などほとんど二酸化炭素を排出していない（つまり化石燃料の消費による利益を得ていない）地域と想定されている。このほか、低地の多いオランダや北極圏に位置する北欧諸国などでも大きな影響が想定されている。また政治的にも危機意識が共有されにくいという問題もある。
近年になりようやく問題を把握することのできた国際社会では、その影響の拡大を食い止め抑制するために1992年に気候変動枠組条約を締結、さらに1997年の京都議定書により化石燃料から出る廃棄物など温室効果ガスの排出量削減を約束することとなった。西欧諸国ではその目標に向けて行動しているものの、自国の経済発展が最優先と考える者たちのため、依然として対策が進まない実情がある。2015年にはパリ協定 (気候変動)が採択され、2016年には発効したことで、温室効果ガスの削減努力はさらに強化された。

### 随伴水
石油や天然ガスと共に生産される随伴水は、適切に処理されないと環境汚染を起こし、公害として息切れして咳がでるなどの健康被害を起こす。
これらの随伴水は、マルポール条約(海洋汚染防止条約)で規定されている油分などの物質が含まれており、そのまま流出させてしまうのは問題とされる。
生産量が少なくなった油田には、水攻法と呼ばれる水を注入して石油に圧力を与えて取り出す方法が行われる。こういった古くなった油田では随伴水が多くなり、それらには油や重金属や自然起源放射性物質(英語の略称:NORM、ノルム)などが含まれる。

## 資源の偏在と価格変動
化石燃料、特に石油のもう一つの問題点としては、地域的偏在が著しく価格の不安定性が高いことが挙げられる。原油の埋蔵は中東地域に偏在しており、2016年末時点では世界の確認埋蔵量の47.9％が中東地域となっている。同様に産出量も2016年度で34.5％を中東地域が占め、この地域が原油価格の鍵を握っている。しかし同地域は政治的に不安定であり、中東で政治不安や動乱が起こるたびに原油価格は高騰を見せてきた。
原油価格は1970年代から80年代初頭にかけての2度のオイルショックによって暴騰したのち急落し、1990年代までは1バレル20ドル台から30ドル台となっていたものの、2000年代に入ると高騰を続け、2008年には1バレル145ドルに達した。同年のリーマンショックによっていったん30ドル台にまで暴落したもののすぐに回復し、2011年には再び100ドルを超え、2014年まで高値安定の状態が続いたものの、生産過剰と産出調整の失敗によって2016年には大暴落し、一時20ドル台にまで落ち込んだ。その後はやや回復傾向を見せたものの、2020年の新型コロナウイルスの蔓延による世界経済の大減速によって原油価格は再び暴落し、同年5月にはニューヨーク・マーカンタイル取引所 (NYMEX)のWTI先物原油価格において、史上初めてマイナス価格を記録した。これはこの取引の特殊性によるもので、イギリスのブレント原油価格は同日26ドル程度となっていたものの、暴落傾向は全世界的なものとなっていた。このように、原油価格は変動が激しく、世界経済の不安要因の一つとなっている。
天然ガス埋蔵量も中東が42.5％を占めるものの、生産は開発の進んでいるヨーロッパや北米が中心となっており、不安定性はやや低い。また石炭は全世界的に広く分布しており、資源供給の安定性そのものは化石燃料のうちで最も高い。
また、化石燃料は偏在が激しいため、資源に恵まれない国は輸入に頼る部分が大きくなる。日本は特にこの傾向が強く、2011年の東日本大震災とその後の政策によって原子力発電所の操業が大幅に縮小するとその傾向はさらに強まった。2015年時点で日本のエネルギー供給のうち化石燃料に頼る部分は93.6％にも達している。日本のエネルギー自給率は2016年でわずか8.3％にすぎないため、日本のエネルギー供給のほとんどは輸入に頼っていることとなる。さらに日本の原油輸入は中東地域が90％近くを占め、同地域の動乱の影響を非常に強く受けやすくなっている。このため、エネルギー自給率を高めるとともに化石燃料の輸入先を多元化し安定性を高めることが急務とされている。